# أنيليمة مستدقة
أنيليمة مستدقة (الاسم العلمي: Aneilema acuminatum) هي نوع من النباتات تتبع جنس الأنيليمة من الفصيلة الوعلانية.